# Cordana inaequalis
Cordana inaequalis är en svampart som beskrevs av S. Hughes 1983. Cordana inaequalis ingår i släktet Cordana, divisionen sporsäcksvampar och riket svampar.   Inga underarter finns listade i Catalogue of Life.